# Ali Gabr
Ali Gabr (àrab: علي جبر, ʿAlī Jabr) (Alexandria, Egipte, 10 de gener de 1989) és un futbolista egipci que es juga com a defensa central en el Pyramids de la Premier League d'Egipte. També és internacional amb la Selecció de futbol d'Egipte, amb la qual ha disputat una Copa Africana de Nacions i una Copa Mundial de Futbol.

## Trajectòria
El 6 d'agost de 2009, Gabr va debutar professionalment amb el Ismaily, durant un partit per la Premier League d'Egipte davant de El Mansoura. Gabr va jugar tot el partit com a defensa central i va culminar 2-2. No obstant això no va ser convocat fins al cap de 27 partits oficials del seu club. Al maig de 2010 jugaria el seu segon partit amb la victòria per 2-1 sobre l'Asyut Petroleum. Va tenir nul·la activitat amb el club que el va fer debutar, ja que en gairebé tres anys en el club solament va disputar tres partits, en part gràcies a la Tragèdia de Port Saïd que va acabar suspenent la temporada 2011/12.
El 2013 passa a formar part de l'Al-Ittihad Al-Iskandary on gaudiria de més participació arribant a jugar 29 partits entre febrer de 2013 i juny de 2014, mes en el qual signaria pel Zamalek. A partir de llavors la seva carrera aniria en ascens fins al punt de convertir-se en un element fix en la saga del conjunt egipci, fet que li va valer la seva primera convocatòria a la selecció de futbol d'Egipte.
El 5 d'abril de 2015, va marcar el seu primer gol com a professional davant del Rayon Sports de Ruanda per la primera ronda de la Copa Confederació de la CAF 2015. De cap, Gabr va marcar el segon gol de la trobada que va culminar 3-0 a favor del Zamalek. En aquest torneig van arribar a les semifinals perdent davant de l'Étoile du Sahel de Tunísia. En la seva primera temporada en el Zamalek, es va consagrar campió de la Lliga Premier d'Egipte 2014-15 i de la Copa d'Egipte.
En la següent campanya conquisten novament la Copa d'Egipte i als inicis de 2017, la Supercopa d'Egipte. En total va jugar 143 partits i va marcar cinc gols amb el Zamalek, fins que va canviar d'equip.

### West Bromwich Albion
El 29 de gener de 2018 i amb una Copa Africana de Nacions disputada amb la seva selecció, Gabr es converteix en nou jugador del West Bromwich Albion de la Premier League d'Anglaterra, arribant com a préstec per €500.000, amb una opció de compra de €2,5 milions al final de la temporada.
No va arribar a disputar cap trobada oficial amb el West Brom malgrat que en la temporada 2017/18 va estar al banc en dos partits de lliga i un de FA Cup. No obstant això, sí va arribar a disputar dues trobades amb l'equip sub-23. Finalitzada la campanya, West Bromwich va descendir a segona divisió.

### Retorn a Egipte
West Bromwich va decidir no comprar a Gabr, raó per la qual el central egipci torna al Zamalek una vegada el seu préstec va culminar el 30 de juny de 2018; no obstant això el president del seu club, Mortada Mansour, va anunciar que Gabr partiria al Pyramids, renovat club també de la primera divisió egípcia, que en l'última temporada jugava sota el nom de l'Assiouty Sport.
El 9 de juliol, Gabr passa a formar part oficialment del seu nou club, Pyramids.

## Internacional
Gabr forma part de la selecció de futbol d'Egipte, amb la qual ha disputat 25 trobades i ha marcat un gol. Va rebre la seva primera convocatòria el 4 de juny de 2014 per a l'amistós contra Jamaica quan Shawky Gharib entrenava a la selecció i va debutar el 15 de novembre d'aquest mateix any en un partit contra Senegal vàlid per la classificació per a la Copa Africana de Nacions de 2015. En aquesta trobada, Gabr va jugar els 90 minuts i Egipte va perdre 1-0 a l'Estadi Internacional del Caire.
Va marcar el seu primer gol amb Egipte el 29 de gener de 2016, en un amistós contra Líbia que van guanyar 2-0, obrint el marcador de cap. Al costat d'Ahmed Hegazy, va conformar el doble titular en la saga central d'Egipte per la Copa Africana de Nacions 2017, torneig en el qual van arribar a la final perdent davant Camerun.
Al maig de 2018, Gabr va ser inclòs en la nòmina preliminar d'Egipte per la Copa Mundial de Futbol de 2018 i a primers de juny va entrar en la convocatòria final de 23, rebent el dorsal núm. 2. Va ser titular al centre de la defensa d'Egipte al costat d'Hegazy, no obstant això Egipte va perdre els tres partits davant Uruguai, Rússia i Aràbia Saudita, quedant eliminat en fase de grups.

### Participacions en Copes del Món
| Mundial                        | Seu    | Resultat     | Partits | Gols |
| ------------------------------ | ------ | ------------ | ------- | ---- |
| Copa Mundial de Futbol de 2018 | Rússia | Primera fase | 3       | 0    |

### Participació en Copa Africana de Nacions
| Torneig                       | Seu   | Resultat  | editor="\|Partits | Gols |
| ----------------------------- | ----- | --------- | ----------------- | ---- |
| Copa Africana de Nacions 2017 | Gabon | Subcampió | 6                 | 0    |

## Clubs i estadístiques
Actualitzat el 30 de juny de 2018.
| Ismaily · Egipte | 2009/10          | 1a               | 2   | 0 | 0  | 0 | 0  | 0 | 2   | 0 |
| Ismaily · Egipte | 2010/11          | 1a               | 1   | 0 | 0  | 0 | 0  | 0 | 1   | 0 |
| Ismaily · Egipte | 2011/12          | 1a               | 0   | 0 | 0  | 0 | —  | — | 0   | 0 |
| Ismaily · Egipte | Total club       | Total club       | 3   | 0 | 0  | 0 | 0  | 0 | 3   | 0 |
| Al-Ittihad Al-Iskandary · Egipte | 2012/13          | 1a               | 13  | 0 | 2  | 0 | —  | — | 15  | 0 |
| Al-Ittihad Al-Iskandary · Egipte | 2013/14          | 1a               | 14  | 0 | 0  | 0 | —  | — | 14  | 0 |
| Al-Ittihad Al-Iskandary · Egipte | Total club       | Total club       | 27  | 0 | 2  | 0 | 0  | 0 | 29  | 0 |
| Zamalek · Egipte | 2014/15          | 1a               | 33  | 1 | 5  | 0 | 13 | 1 | 51  | 2 |
| Zamalek · Egipte | 2015/16          | 1a               | 26  | 0 | 5  | 1 | 9  | 0 | 40  | 1 |
| Zamalek · Egipte | 2016/17          | 1a               | 25  | 2 | 4  | 0 | 8  | 0 | 37  | 2 |
| Zamalek · Egipte | 2017/18          | 1a               | 15  | 0 | 0  | 0 | 0  | 0 | 15  | 0 |
| Zamalek · Egipte | Total club       | Total club       | 99  | 3 | 14 | 1 | 30 | 1 | 143 | 5 |
| West Bromwich Albion · Anglaterra | 2017/18          | 1a               | 0   | 0 | 0  | 0 | —  | — | 0   | 0 |
| West Bromwich Albion · Anglaterra | Total club       | Total club       | 0   | 0 | 0  | 0 | 0  | 0 | 0   | 0 |
| Pyramids · Egipte | 2018/19          | 1a               | 0   | 0 | 0  | 0 | —  | — | 0   | 0 |
| Pyramids · Egipte | Total club       | Total club       | 0   | 0 | 0  | 0 | 0  | 0 | 0   | 0 |
| Total en carrera | Total en carrera | Total en carrera | 129 | 3 | 16 | 1 | 30 | 1 | 175 | 5 |
| (1)Inclou dades de la Copa d'Egipte (2013, 2015, 2016 i 2016/17) i Supercopa d'Egipte (2014, 2015 i 2016). (2)Inclou dades de la Copa Confederació de la CAF (2015) i la Lliga de Campions de la CAF (2016 i 2017). |                  |                  |     |   |    |   |    |   |     |   |

### Internacional
| \| PJ \| Data \| Ciutat \| Local \| Resultat \| Visitant \| Competició \| Gols \| Asist. \| \| ----- \| ---------- \| --------------- \| -------------- \| -------- \| ----------------- \| -------------------------- \| ---- \| ------ \| \| 1. \| 15-11-2014 \| el Caire \| Egipte \| 0?1 \| Senegal \| Clasif. Copa Africana 2015 \| 0 \| 0 \| \| 2. \| 19-11-2014 \| Monastir \| Tunísia \| 2?1 \| Egipte \| Clasif. Copa Africana 2015 \| 0 \| 0 \| \| 3. \| 26-03-2015 \| el Caire \| Egipte \| 2?0 \| Guinea Equatorial \| Amistós \| 0 \| 0 \| \| 4. \| 29-01-2016 \| Assuan \| Egipte \| 2?0 \| Líbia \| Amistós \| 1 \| 0 \| \| 5. \| 04-06-2016 \| Dar es Salaam \| Tanzània \| 0?2 \| Egipte \| Clasif. Copa Africana 2017 \| 0 \| 0 \| \| 6. \| 30-08-2016 \| Alexandria \| Egipte \| 1?1 \| Guinea \| Amistós \| 0 \| 0 \| \| 7. \| 06-9-2016 \| Soweto \| Sud-àfrica \| 1?0 \| Egipte \| Amistós \| 0 \| 0 \| \| 8. \| 10-09-2016 \| Brazzaville \| Congo \| 1?2 \| Egipte \| Clasif. Copa Mundial 2018 \| 0 \| 0 \| \| 9. \| 13-11-2016 \| el Caire \| Egipte \| 2?0 \| Ghana \| Clasif. Copa Mundial 2018 \| 0 \| 0 \| \| 10. \| 08-01-2017 \| el Caire \| Egipte \| 1?0 \| Tunísia \| Amistós \| 0 \| 0 \| \| 11. \| 17-01-2017 \| Port-Gentil \| Mali \| 0?0 \| Egipte \| Copa Africana 2017 \| 0 \| 0 \| \| 12. \| 21-01-2017 \| Port-Gentil \| Egipte \| 1?0 \| Uganda \| Copa Africana 2017 \| 0 \| 0 \| \| 13. \| 25-01-2017 \| Port-Gentil \| Egipte \| 1?0 \| Ghana \| Copa Africana 2017 \| 0 \| 0 \| \| 14. \| 29-01-2017 \| Port-Gentil \| Egipte \| 1?0 \| Marroc \| Copa Africana 2017 \| 0 \| 0 \| \| 15. \| 01-02-2017 \| Libreville \| Burkina Faso \| 1?1 \| Egipte \| Copa Africana 2017 \| 0 \| 0 \| \| 16. \| 05-02-2017 \| Libreville \| Egipte \| 1?2 \| Camerun \| Copa Africana 2017 \| 0 \| 0 \| \| 17. \| 12-06-2017 \| Radès \| Tunísia \| 1?0 \| Egipte \| Clasif. Copa Africana 2019 \| 0 \| 0 \| \| 18. \| 12-11-2017 \| Kumasi \| Ghana \| 1?1 \| Egipte \| Clasif. Copa Mundial 2018 \| 0 \| 0 \| \| 19. \| 23-03-2018 \| Zúric \| Perú \| 2?1 \| Egipte \| Amistós \| 0 \| 0 \| \| 20. \| 27-03-2018 \| Zúric \| Egipte \| 0?1 \| Grècia \| Amistós \| 0 \| 0 \| \| 21. \| 25-05-2018 \| Kuwait \| Kuwait \| 1?1 \| Egipte \| Amistós \| 0 \| 0 \| \| 22. \| 06-06-2018 \| Brussel·les \| Bèlgica \| 3?0 \| Egipte \| Amistós \| 0 \| 0 \| \| 23. \| 15-06-2018 \| Iekaterinburg \| Egipte \| 0?1 \| Uruguai \| Copa Mundial 2018 \| 0 \| 0 \| \| 24. \| 19-06-2018 \| Sant Petersburg \| Rússia \| 3?1 \| Egipte \| Copa Mundial 2018 \| 0 \| 0 \| \| 25. \| 25-06-2018 \| Volgograd \| Aràbia Saudita \| 2?1 \| Egipte \| Copa Mundial 2018 \| 0 \| 0 \| \| Total \| \| Presències \| 25 \| \| \| Gols i Assistències \| 1 \| 0 \| |            |                 |                |          |                   |                            |      |        |
| PJ | Data       | Ciutat          | Local          | Resultat | Visitant          | Competició                 | Gols | Asist. |
| 1. | 15-11-2014 | el Caire        | Egipte         | 0?1      | Senegal           | Clasif. Copa Africana 2015 | 0    | 0      |
| 2. | 19-11-2014 | Monastir        | Tunísia        | 2?1      | Egipte            | Clasif. Copa Africana 2015 | 0    | 0      |
| 3. | 26-03-2015 | el Caire        | Egipte         | 2?0      | Guinea Equatorial | Amistós                    | 0    | 0      |
| 4. | 29-01-2016 | Assuan          | Egipte         | 2?0      | Líbia             | Amistós                    | 1    | 0      |
| 5. | 04-06-2016 | Dar es Salaam   | Tanzània       | 0?2      | Egipte            | Clasif. Copa Africana 2017 | 0    | 0      |
| 6. | 30-08-2016 | Alexandria      | Egipte         | 1?1      | Guinea            | Amistós                    | 0    | 0      |
| 7. | 06-9-2016  | Soweto          | Sud-àfrica     | 1?0      | Egipte            | Amistós                    | 0    | 0      |
| 8. | 10-09-2016 | Brazzaville     | Congo          | 1?2      | Egipte            | Clasif. Copa Mundial 2018  | 0    | 0      |
| 9. | 13-11-2016 | el Caire        | Egipte         | 2?0      | Ghana             | Clasif. Copa Mundial 2018  | 0    | 0      |
| 10. | 08-01-2017 | el Caire        | Egipte         | 1?0      | Tunísia           | Amistós                    | 0    | 0      |
| 11. | 17-01-2017 | Port-Gentil     | Mali           | 0?0      | Egipte            | Copa Africana 2017         | 0    | 0      |
| 12. | 21-01-2017 | Port-Gentil     | Egipte         | 1?0      | Uganda            | Copa Africana 2017         | 0    | 0      |
| 13. | 25-01-2017 | Port-Gentil     | Egipte         | 1?0      | Ghana             | Copa Africana 2017         | 0    | 0      |
| 14. | 29-01-2017 | Port-Gentil     | Egipte         | 1?0      | Marroc            | Copa Africana 2017         | 0    | 0      |
| 15. | 01-02-2017 | Libreville      | Burkina Faso   | 1?1      | Egipte            | Copa Africana 2017         | 0    | 0      |
| 16. | 05-02-2017 | Libreville      | Egipte         | 1?2      | Camerun           | Copa Africana 2017         | 0    | 0      |
| 17. | 12-06-2017 | Radès           | Tunísia        | 1?0      | Egipte            | Clasif. Copa Africana 2019 | 0    | 0      |
| 18. | 12-11-2017 | Kumasi          | Ghana          | 1?1      | Egipte            | Clasif. Copa Mundial 2018  | 0    | 0      |
| 19. | 23-03-2018 | Zúric           | Perú           | 2?1      | Egipte            | Amistós                    | 0    | 0      |
| 20. | 27-03-2018 | Zúric           | Egipte         | 0?1      | Grècia            | Amistós                    | 0    | 0      |
| 21. | 25-05-2018 | Kuwait          | Kuwait         | 1?1      | Egipte            | Amistós                    | 0    | 0      |
| 22. | 06-06-2018 | Brussel·les     | Bèlgica        | 3?0      | Egipte            | Amistós                    | 0    | 0      |
| 23. | 15-06-2018 | Iekaterinburg   | Egipte         | 0?1      | Uruguai           | Copa Mundial 2018          | 0    | 0      |
| 24. | 19-06-2018 | Sant Petersburg | Rússia         | 3?1      | Egipte            | Copa Mundial 2018          | 0    | 0      |
| 25. | 25-06-2018 | Volgograd       | Aràbia Saudita | 2?1      | Egipte            | Copa Mundial 2018          | 0    | 0      |
| Total |            | Presències      | 25             |          |                   | Gols i Assistències        | 1    | 0      |

## Palmarès

### Campionats nacionals
- 1 Lliga d'Egipte: 2014/15
- 2 Copes d'Egipte: 2015, 2016
- 1 Supercopa d'Egipte: 2016
- 1 Subcampionat Copa d'Egipte:2014

### Campionats internacionals
- 1 Subcampionat Lliga de Campions de la CAF: 2016
- 1 Subcampionat Copa Africana de Nacions: 2017